# Milton I. Roemer
Milton Irwin Roemer (* 1916 in Paterson; † 3. Januar 2001 in Los Angeles) war ein US-amerikanischer Sozialmediziner.

## Leben und Wirken
An der Cornell University erhielt er 1936 ein Diplom (B.A.) in Biologie, 1940 ein weiteres Diplom (M.D.) an der New York University und im selben Jahr einen M.A. in Cornell in Soziologie. Nach einer kurzdauernden Anstellung beim «New Jersey Department of Health» ging er nach Ann Arbor, wo er 1943 durch die University of Michigan einen M.A.-Titel in Public Health erhielt. 

### U.S. Public Health Service
1943 trat er in den Dienst des U.S. Public Health Service in Washington ein, wo er verschiedene Funktionen in diversen Abteilungen ausübte. Von Washington aus besuchte Roemer auch die Abendseminare zum Thema Soziale Medizin, welche Henry E. Sigerist in Baltimore abhielt. 1948 wurde er Direktor des Health Departments in einem West Virginia County. 

### Yale University
1949 wurde er Assistenz-Professor für Sozialmedizin und Administrative Medizin der Yale University. 

### WHO - McCarthy-Hysterie - Saskatchewan
1950 wurde Roemer von der WHO um Mitarbeit beim Entwurf von Gesundheitsplänen für El Salvador und Ceylon (heute Sri Lanka) gebeten und ab 1951 war er in der wachsenden WHO in Genf verantwortlich für die Bereiche Arbeitsmedizin, Krankenhausverwaltung, medizinische Aspekte der Sozialversicherung, medizinische Rehabilitation, Organisation medizinischer Hilfe, Hygiene in der Seefahrt, Kontrolle übertragbarer Krankheiten, Verhütung von Verkehrsunfällen und medizinische Aspekte des Sports. In Genf war er formell Bundesangestellter der USA. Als 1953 die McCarthy-Hysterie auf ihrem Höhepunkt war, wurde er als Opfer eines Loyalitätskonflikts durch die US-Regierung aus seinem Amt gedrängt. 
1944 hatte die Sozialistische Regierung der kanadischen Provinz Saskatchewan eine Wahl u. a. mit dem Versprechen gewonnen, ein umfassendes System eines sozialen Gesundheitsdienstes einführen zu wollen. Zur Durchführung dieses Versprechens berief sie eine »Health Services Survey Commission« ein. Henry E. Sigerist wurde durch den neu gewählten Premier Tommy Douglas zur Leitung dieser Kommission eingeladen und er bereiste vom 3. September bis zum 3. Oktober 1944 die Provinz. Zum Abschluss überreichte er dem Gesundheitsminister einen Bericht, in dem er ein Programm zur stufenweisen Sozialisierung des Gesundheitswesens in Saskatchewan darlegte.
Durch Sigerists Vermittlung konnte Roemer 1953 die Stelle eines Direktors des Medical and Hospital services des Saskatchewan Department of Public Health in Regina erlangen. Zusammen mit seiner Familie reiste er im September mit dem Schiff von Europa über New York nach Canada. Beim Zwischenhalt in New York wurde sein Gepäck schikanös durchsucht und sein amerikanischer Pass wurde eingezogen. In Regina war er zwar vom internationalen wissenschaftlichen Austausch abgeschnitten, konnte aber praktisch beim Aufbau des fortschrittlichen Kanadischen Gesundheitssystems mitarbeiten. Er baute das erste soziale Versicherungssystem für Spitalpflege in Nordamerika auf. In Kanada stellte er auch die These auf, welche als Roemer-Regel bekannt wurde: „Die Anzahl der vorhandenen Spitalbetten erzeugt die Nachfrage nach ihnen.“ Roemer blieb bis zum Abklingen der McCarthy-Hysterie 1957 in Kanada.

## Cornell University
1957 Director des Sloan Institute of Hospital Administration der Cornell University in Ithaca, New York.

## University of California
1962 – 1986 (Pensionierung) Professor der Health Administration am Department of Health Services an der University of California in Los Angeles.

## Werke (Auswahl)
- Zusammen mit F.D. Mott. Rural health and medical care. McGraw-Hill, New York 1948
- Medical care in Latin America. Pan American Union, Washington DC 1963.
- The organisation of medical care under social security; a study based on the experience of eight countries. (Internationales Arbeitsamt: Studies and reports.) Genf 1969
- Zusammen mit J.W. Friedman. Doctors in hospitals: medical staff organization and hospital performance. Johns Hopkins Press, Baltimore 1971
- Health care systems in world perspective. Health Administration Pr., Ann Arbor, Mich. 1976 ISBN 0-914904-13-2
- Systems of health care. Springer, New York 1977, ISBN 0-8261-2495-X
- Social medicine; the advance of organized health services in America. Springer, New York 1978, ISBN 0-8261-2600-6
- Ambulatory health services in America. Past, present and future. Aspen Systems Corp, Rockville MD 1981
- Zusammen mit Ruth Roemer. Health care systems and comparative manpower policies. Marcel Dekker, New York 1981
- An introduction to the US health care system. Springer, New York 1982
- Zusammen mit Tamas Fueloep. International development of health manpower policy. WHO, Genf 1982
- Zusammen mit Bogdan M. Kleczkowski und Albert van DerWerff. National health systems and their reorientation towards health for all; guidance for policy-making. WHO, Genf 1984, ISBN 92-4-130077-9
- National strategies for health care organization; a world overview. Health Administration Press, Ann Arbor, Mich. 1985 ISBN 0-914904-99-X
- National health systems of the world. Band I: The countries; Band II: Issues. Oxford University Press, New York & London 1991; 1993.